# Lanugo hebetis
Lanugo hebetis är en stekelart som först beskrevs av Cameron 1885.  Lanugo hebetis ingår i släktet Lanugo och familjen brokparasitsteklar. Inga underarter finns listade i Catalogue of Life.